# Słonecznik zwyczajny

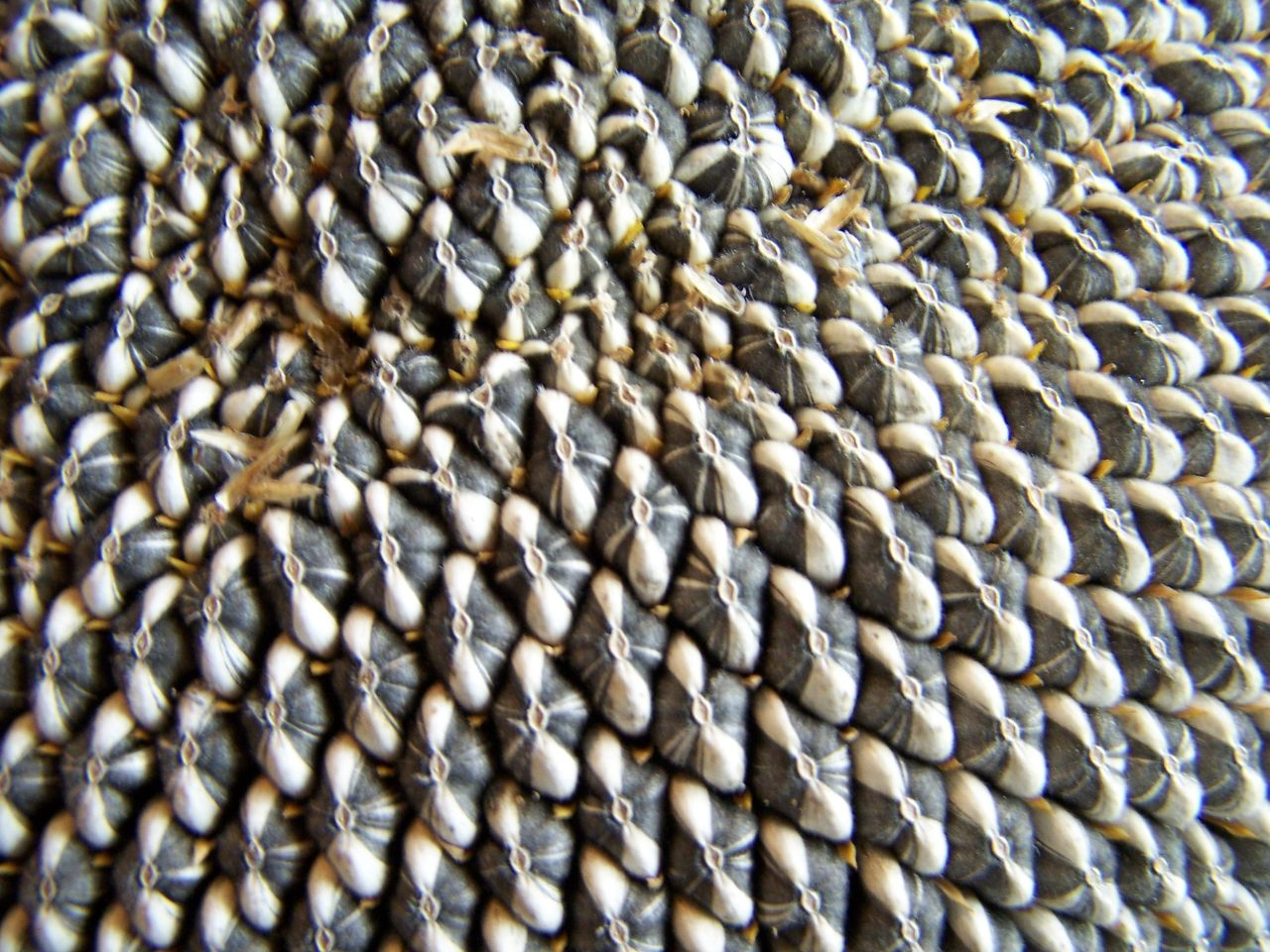
Owoce

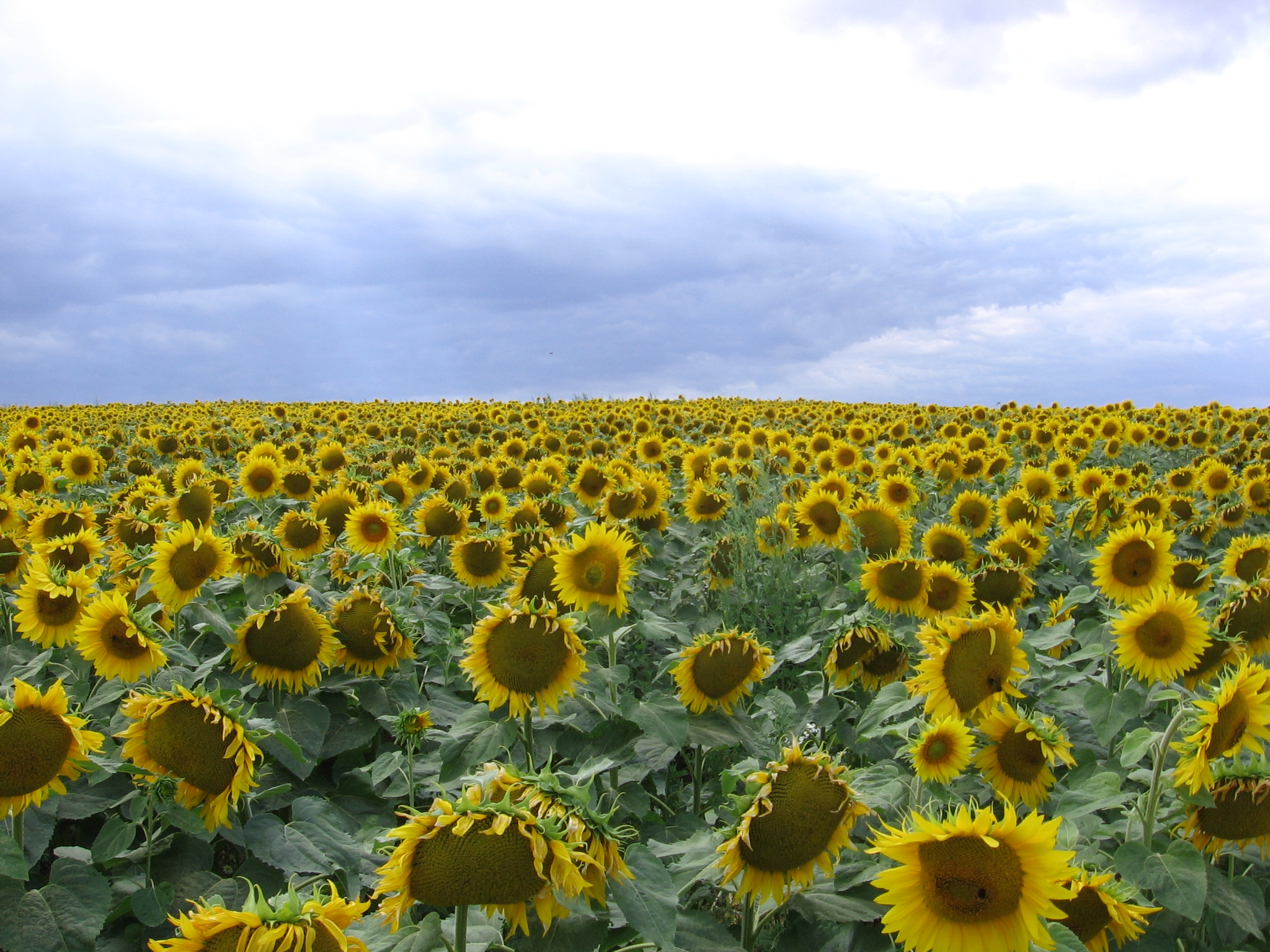
Plantacja słonecznika

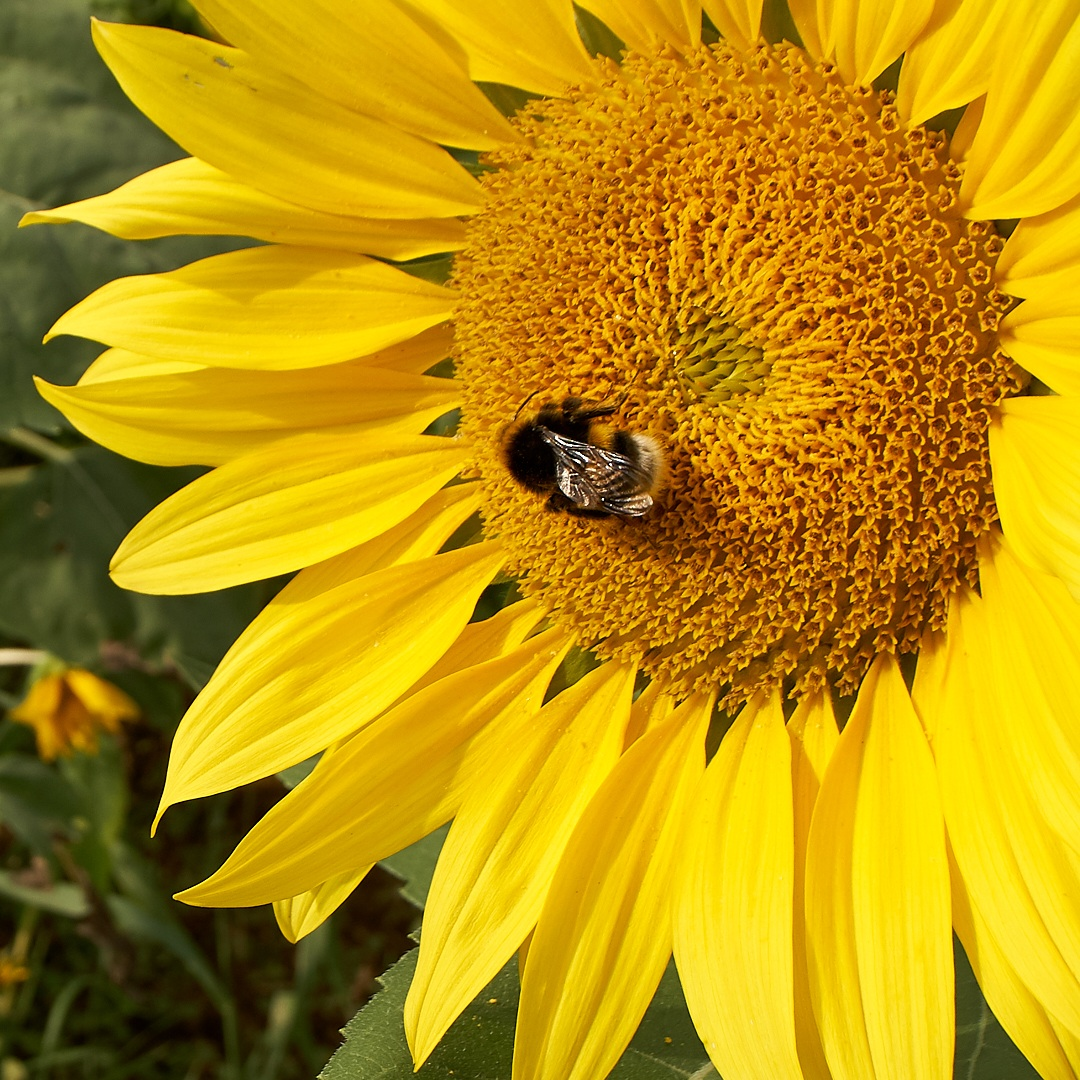
Słonecznik jest owadopylny – tutaj zapylany przez trzmiela

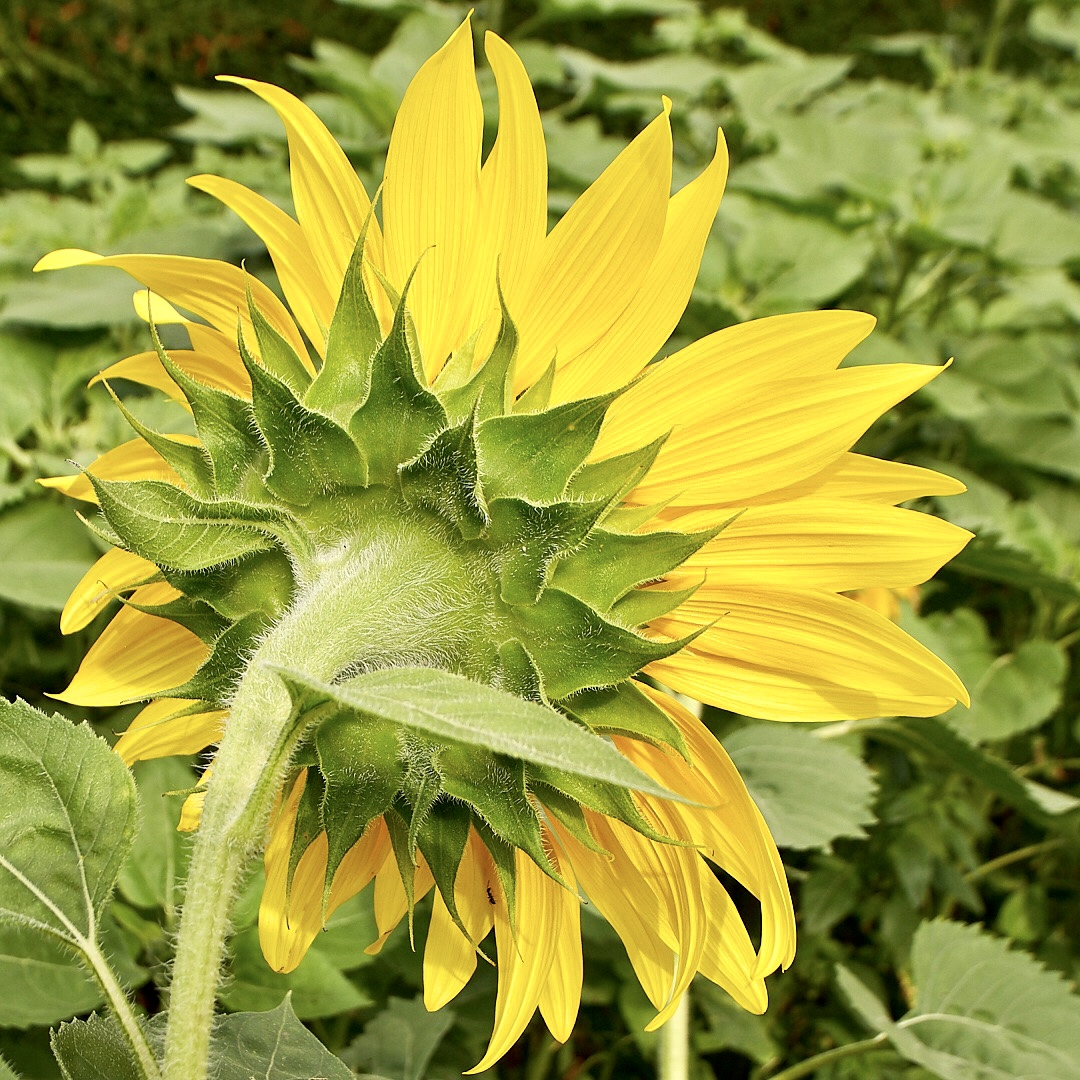
Łodyga i okrywa kwiatostanu pokryta jest sztywnymi włoskami chroniącymi przed przedostawaniem się roślinożerców do kwiatostanu.

Słonecznik zwyczajny (Helianthus annuus L.) – gatunek rośliny z rodziny astrowatych. Pochodzi z południowo-zachodniej Ameryki Północnej. Rozprzestrzeniony został jako gatunek uprawiany i zdziczały na wszystkich kontynentach z wyjątkiem Antarktydy. W Europie uprawiany jest od XVI w. W Polsce występuje jako roślina uprawna i ozdobna, przejściowo dziczejąca w miejscach ruderalnych i na przydrożach.

## Rozmieszczenie geograficzne
Gatunek rośnie w stanie dzikim w środkowym i północnym Meksyku oraz w południowo-zachodniej części Stanów Zjednoczonych; w stanach Kalifornia, Arizona i Nevada. Jako introdukowany i zdziczały rośnie w strefach umiarkowanych i podzwrotnikowych na obu półkulach, poza tym w strefie równikowej w Andach.

## Morfologia
PokrójRoślina zielna osiągająca zwykle od 1 do 3 m wysokości, w przypadku niektórych odmian i roślin zdziczałych pęd osiąga czasem niewiele ponad 0,2 m wysokości.
ŁodygaProsto wzniesiona, sztywna, gruba, pokryta sztywnymi włoskami. Wewnątrz łodygi znajduje się biały i bardzo lekki rdzeń.
LiścieSkrętoległe (na całej lub prawie całej długości łodygi), osadzone na ogonkach od 2 do 20 cm długości, z okazałą blaszką osiągającą 10–40 cm długości i 5–40 cm szerokości. Blaszki mają kształt sercowaty lub jajowaty, na wierzchołku zaostrzone, z brzegami piłkowanymi. Blaszki są szorstkie, nerwy są wklęsłe od góry i silnie wystające od spodu.
KwiatyZebrane w kwiatostan typu koszyczek, pojedynczy lub koszyczków jest kilka, tworzących podbaldach, przy czym szczytowy jest większy od bocznych. Średnica koszyczków wynosi od kilku cm do 40, u odmian bywa jeszcze większa (do ok. 70 cm). Szypuła pod koszyczkiem jest zgrubiała i wypełniona białawym rdzeniem. Okrywa  składa się z ostro zakończonych listków ułożonych dachówkowato. Dno koszyczka jest płaskie lub lekko wklęsłe. Brzeżne kwiaty języczkowate są żeńskie, o okazałej, żółtej koronie w kształcie szeroko lancetowatego języczka. Jest ich zwykle od kilkunastu do ok. 30, ale u odmian może być ich ponad 100. Znacznie liczniejsze są kwiaty środkowe, których może być kilkaset do ponad tysiąca. Są to kwiaty rurkowate są obupłciowe, niewielkie i brunatne. Kwiaty wsparte są łopatkowatymi plewinkami z ostrym kończykiem. U odmian ozdobnych występują także kwiaty w innych kolorach.
OwoceNiełupki na przekroju trapezoidalne, wydłużone, białawo i ciemnopopielato paskowane. U roślin dziko rosnących osiągają do 4–5 mm długości, u odmian uprawnych do ok. 15 mm. Puch kielichowy zredukowany i szybko odpadający. Składa się z dwóch lancetowatych łusek do 3,5 mm długości i kilku tępych łusek o długości do 1 mm.

## Biologia i ekologia
Roślina jednoroczna. Kwitnie od lipca do października, przedprątne kwiaty zapylane są przez błonkówki. W ciągu dnia koszyczek słonecznika zwrócony jest zawsze w stronę słońca i stąd pochodzi nazwa rodzajowa. Owoce słonecznika zawierają do 38% oleju.

## Zastosowanie
- Jest uprawiany jako warzywo o jadalnych nasionach.
- Roślina oleista, jedna z ważniejszych. Z nasion otrzymuje się olej słonecznikowy używany jako tłuszcz jadalny, do produkcji margaryny, a także jako tłuszcz techniczny do wytwarzania pokostu, lakierów i mydła[9]. Jest bardzo bogatym źródłem kwasu linolowego[10].
- Wytłoki pozostałe po wyciskaniu oleju z nasion są dobrą paszą dla zwierząt[9].
- Istnieją odmiany pastewne, których pędy w postaci kiszonki są używane jako wartościowa pasza dla bydła[9].
- Nasiona słonecznika są bardzo bogatym źródłem mikro i makroelementów, witaminy E oraz aminokwasów.

| Aminokwasy (w 100 g) |
| --- |
| - Izoleucyna - 1112 mg - Leucyna - 1619 mg - Lizyna - 917 mg - Metionina - 478 mg - Cystyna - 439 mg - Fenyloalanina - 1140 mg - Tyrozyna - 652 mg - Treonina - 907 mg - Tryptofan - 342 mg - Walina - 1287 mg - Arginina - 2340 mg - Histydyna - 615 mg - Alanina - 1092 mg - Kwas asparaginowy - 2389 mg - Kwas glutaminowy - 5442 mg - Glicyna - 1424 mg - Prolina - 1151 mg - Seryna - 1053 mg |

- Coraz częściej uprawiany jest jako roślina ozdobna w licznych odmianach (jako roślina rabatowa i na kwiat cięty). Istnieją odmiany o tzw. kwiatach pełnych zawierające wyłącznie kwiaty języczkowe, a także odmiany o kwiatach dwubarwnych.
- Do celów leczniczych nasiona były polecane przy zwalczaniu przeziębienia i kaszlu. Nalewka zrobiona z nasion słonecznika używana była w Turcji i Iranie przy stanach gorączkowych[12].
- Rdzeń łodyg był w Chinach używany do wyrobu papieru[9].

## Uprawa
Roślina łatwa w uprawie. Uprawia się z nasion wysiewanych wczesną wiosną wprost do gruntu. Wytrzymuje wiosenne przymrozki (strefy mrozoodporności 4–10). W czasie owocowania może wymagać podparcia, gdyż duże i ciężkie koszyczki mogą wywrócić roślinę wraz z korzeniami (zwłaszcza po opadach deszczu). Wymaga stanowiska w pełnym słońcu i bardzo obfitego nawożenia.